# مواطنون من أجل الكويت الحرة
مواطنون من أجل الكويت الحرة هي دعاية شعبية زائفة وضعتها الحكومة الكويتية لإقناع الرأي العام الأميركي بالنظر بعين العطف على عمل الولايات المتحدة العسكري في الخليج العربي (في عملية عاصفة الصحراء لاحقا). تولت شركة العلاقات العامة هيل آند نولتون الحملة الإعلامية التي ارتبطت بشهادة كاذبة أمام الكونغرس الأمريكي التي قدمها نيرة الصباح.

## مجموعة حقوق الإنسان الكونغرسية
في أكتوبر 1990 شهدت نيرة وهي فتاة في سن المراهقة وذلك في تجمع لمجموعة الكونجرس لحقوق الإنسان أنها رأت الجنود العراقيين يخرجون مئات الأطفال الكويتيين من الحاضنات وتركهم للموت في المستشفى. أوضح رئيس فريق الكونغرس أن هوية الشاهد ستبقى سرية لحماية عائلتها في الكويت المحتلة. استشهد الرئيس جورج بوش الأب بقصة الحاضنات ست مرات في خطبه وسبعة من أعضاء مجلس الشيوخ للتصويت لإعطاء تفويض لإدارة بوش لشن حملة عسكرية في منطقة الخليج العربي. تمت مقارنة فظائع العراقيين في الكويت بفظائع النازيين.

## التحقيقات
بعد تحرير الكويت قام مراسل إيه بي سي نيوز بإجراء مقابلات مع أطباء المستشفى الذين بقوا في الكويت طوال فترة الاحتلال العراقي وأشار إلى أن القصة كانت شبه كاذبة. أظهرت التحقيقات اللاحقة أن الفتاة الكويتية التي تبلغ من العمر 15 سنة هي ابنة سفير دولة الكويت لدى الولايات المتحدة سعود الناصر الصباح. كما لاحظ أحد المراسلين أن هذه المعلومات الجديدة ستؤدي إلى مطالب بإثبات مكان نيرة عندما قالت أنها شهدت فظائع ويدعو إلى التثبت من القصة.
تبين أن أعضاء الكونغرس في اللجنة المشتركة الذين يبدو أنهم على علم بالهوية الحقيقية للشاهدة المراهقة على علاقات وثيقة مع شركة هيل ونولتون للعلاقات العامة الذين عينوا للقيام بحملة مواطنون من أجل الكويت الحرة والمجموعة التي تمولها الكويت التي ضغطت على الكونغرس للتدخل العسكري. ساعد نائب رئيس شركة هيل ونولتون على تنظيم جلسات الاستماع في الكونغرس. كان نائب الرئيس نفسه دافع سابقا عن سجل حقوق الإنسان في تركيا التي كانت قد تعرضت لانتقادات لسجن الناس دون اتباع الإجراءات القانونية الواجبة وتعذيبهم وقتلهم. كما لجأ أيضا لشركة هيل آند نولتون اندونيسيا التي قتلت أكثر من 100 ألف شخص في تيمور الشرقية منذ عام 1975.
شريط فيديو عن غزو العراق للكويت هو ثاني أكثر فيديو مشاهدة في عام 1990 بمعدل مشاهدة بلغ 61 مليون مشاهد. تم إنتاجه من قبل شركة هيل آند نولتون من أجل حملة مواطنين من أجل الكويت الحرة.

## رد من هيل آند نولتون
في خطاب الطعن كتب الرئيس والرئيس التنفيذي لشركة هيل آند نولتون توماس إديسون أن الشركة لم تقم بإنتاج شهادة مضللة عن عمد وأن نيرة كانت داخل الكويت في ذلك الوقت وتطوعت للعمل تحت اسم مستعار في مستشفى العدان وأن سفارة الولايات المتحدة أكدت أنها كانت في الكويت في ذلك الوقت. أشار أيضا إلى شهادة رئيس الهلال الأحمر الكويتي في الأمم المتحدة إلى المشاركة في دفن الأطفال حديثي الولادة المأخوذين من الحاضنات من قبل الجنود.